# Cathédrale Notre-Dame de Dax
Pour les articles homonymes, voir Cathédrale Notre-Dame et Notre-Dame.
La cathédrale Notre-Dame de Dax ou cathédrale Sainte-Marie de Dax est une cathédrale catholique romaine située dans la commune de Dax, dans le département français des Landes en région Nouvelle-Aquitaine.
Elle est classée par les monuments historiques par arrêté du 16 septembre 1946.

## Histoire
À la fin du XIIIe siècle, en pleine période de prospérité pour la ville, l'évêché fait construire une série de bâtiments ecclésiastiques, dont une nouvelle cathédrale bâtie sur un ancien sanctuaire roman devenu trop exigu. L'édifice gothique s'est effondré en 1646 et seul subsiste de cette époque le splendide Portail des Apôtres, dans le bras du transept nord, classé en 1884.

## Description
L'édifice actuel de la cathédrale est bâti, à la fin du XVIIe siècle, dans un style classique. L'intérieur, à l'élévation tripartite, (grande arcade, triforium et grande baie), scandée par des pilastres ioniques, est comparable à la cathédrale Saint-Louis-des-Invalides ou à l'église Saint-Paul-Saint-Louis à Paris.
La façade principale et le flanc sud présentent un aspect massif, presque austère. En revanche, le flanc nord, donnant sur une agréable placette du centre historique, ne manque pas de charme, malgré une certaine raideur. La façade de la cathédrale, longtemps inachevée, a été construite sur les plans de l'architecte parisien Paul Gallois en 1894. L'ancienne cathédrale est classée au titre des monuments historiques, en totalité, depuis 1946.
À l'intérieur se trouve le seul vestige de la cathédrale médiévale : le Portail des apôtres, autrefois portail central la façade occidentale de la cathédrale et déplacé à l'intérieur de l'édifice au XIXe siècle, au bout du transept nord. Bâti au début du XIVe siècle, haut de 12 mètres et large de 8 mètres, il est doté d'un trumeau et présente un ensemble de sculptures gothiques du XIVe siècle de toute beauté, assez rare dans le Sud de la France, et ce malgré quelques regrettables mutilations survenues par le passé. 
À la croisée du transept la coupole est ornée de peintures. Dans le chœur, ont été conservées les belles stalles des chanoines datant de l'ancienne cathédrale (XVIe siècle). Le maître-autel et l'autel de la Vierge, en marbre de couleurs du milieu du XVIIIe siècle, sont l'œuvre des sculpteurs avignonnais d'origine suisse, les frères Mazzetti. L'édifice conserve aussi plusieurs tableaux dont Jésus et ses disciples de Gerrit van Honthorst, maître hollandais du XVIIe siècle, et L'Adoration des Bergers de Hans von Aachen de la fin du XVIe siècle.

### L'orgue

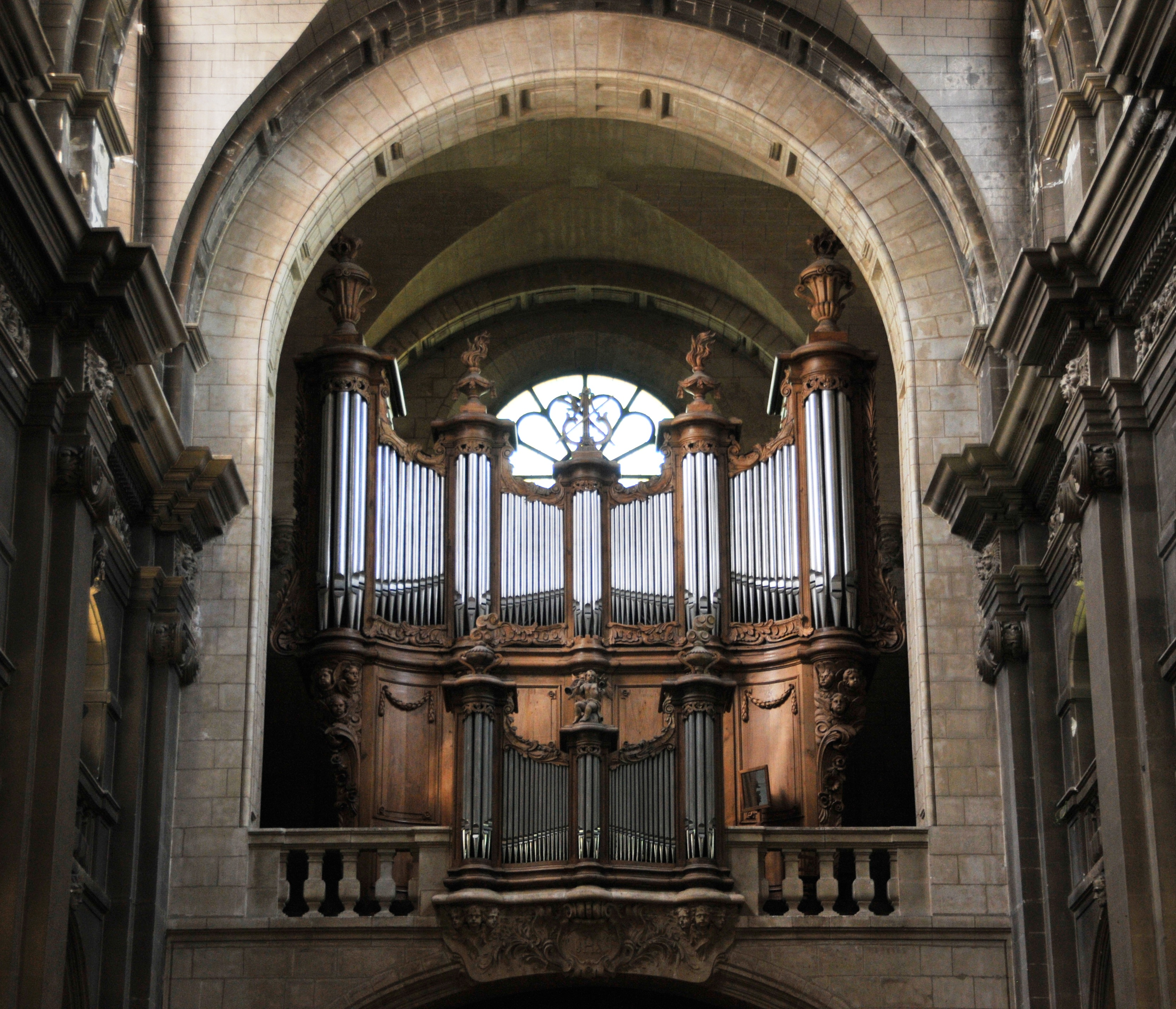
L'orgue.

L'orgue a été construit par Jean-Baptiste Micot fils (d)  en 1785. Le buffet d'orgue, de la fin du XVIIe siècle, est attribué à Caular, ébéniste local ; ce buffet restauré récemment est l’un des plus beaux de France. Il est classé depuis 1984 au titre des objets mobiliers. La partie instrumentale, un orgue de 56 jeux, a été entièrement reconstruite par Robert Chauvin, en 1987.
Composition
| Positif de dos 56 notes |
| Bourdon 8'              |
| Montre 8'               |
| Prestant 4'             |
| Flûte à cheminée 4'     |
| Nazard 2' 2/3           |
| Doublette 2'            |
| Tierce 1' 3/5           |
| Larigot 1' 1/3          |
| Plein-jeu VI            |
| Trompette 8'            |
| Régale 8'               |
| Cromorne 8'             |

| Grand-Orgue 56 notes |
| Montre 16'           |
| Montre 8'            |
| Principal 8'         |
| Prestant 4'          |
| Doublette 2'         |
| Cornet V             |
| Grande fourniture II |
| Fourniture III       |
| Cymbale IV           |
| Cymbale tierce III   |
| Trompette 8/16'      |
| Clairon 4/8'         |
| Clairon 2/4'         |

| Résonance 56 notes   |
| Bourdon 16'          |
| Bourdon 8'           |
| Flûte 8'             |
| Flûte 4'             |
| Grande tierce 3' 1/5 |
| Nazard 2' 2/3        |
| Quarte de nazard 2'  |
| Tierce 1' 3/5        |
| Bombarde 16'         |
| Trompette 8'         |
| Clairon 4'           |

| Récit expressif 56 notes |
| Principal 8'             |
| Flûte harmonique 8'      |
| Cor de nuit 8'           |
| Dulciane 8'              |
| Voix céleste 8'          |
| Flûte octaviante 4'      |
| Quinte 2' 2/3            |
| Octavin 2'               |
| Sifflet 1'               |
| Basson 16'               |
| Trompette harmonique 8'  |
| Basson-hautbois 8'       |
| Voix humaine 8'          |
| Clairon 4'               |

| Pédale 30 notes |
| Flûte 16'       |
| Flûte 8'        |
| Flûte 4'        |
| Bombarde 16'    |
| Trompette 8'    |
| Clairon 4'      |

## Galerie

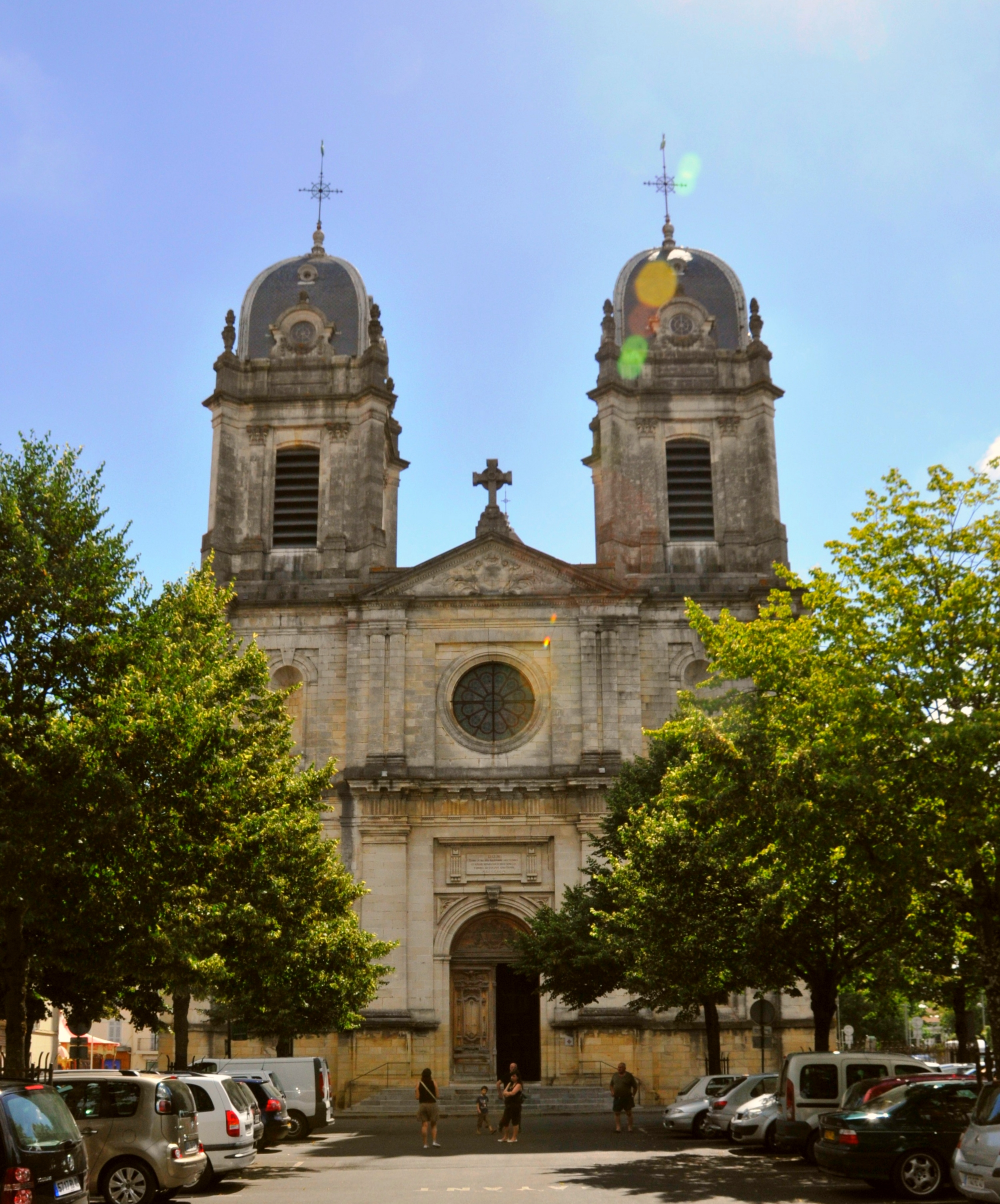
Façade de l'ouest.
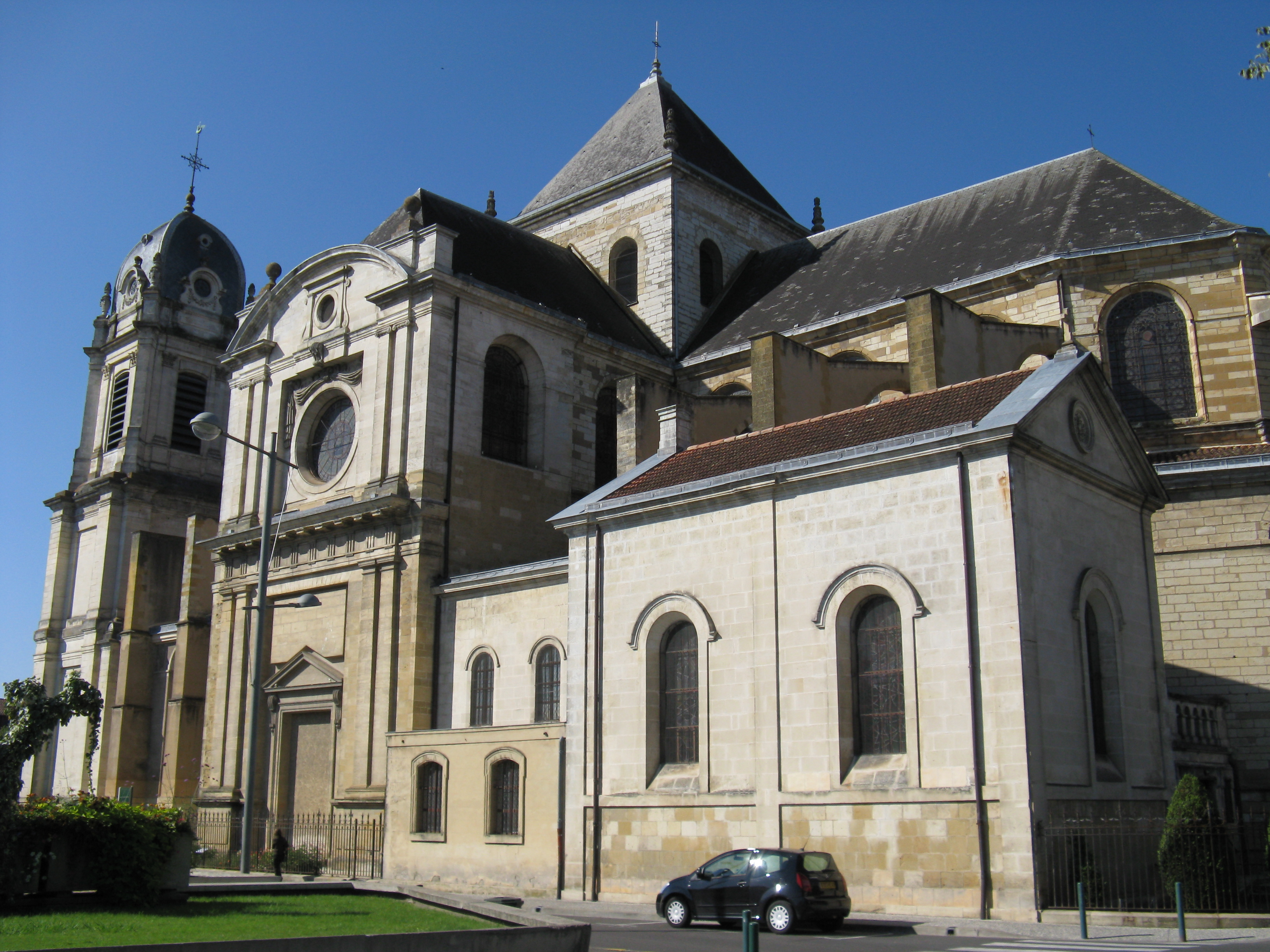
Façade latérale.
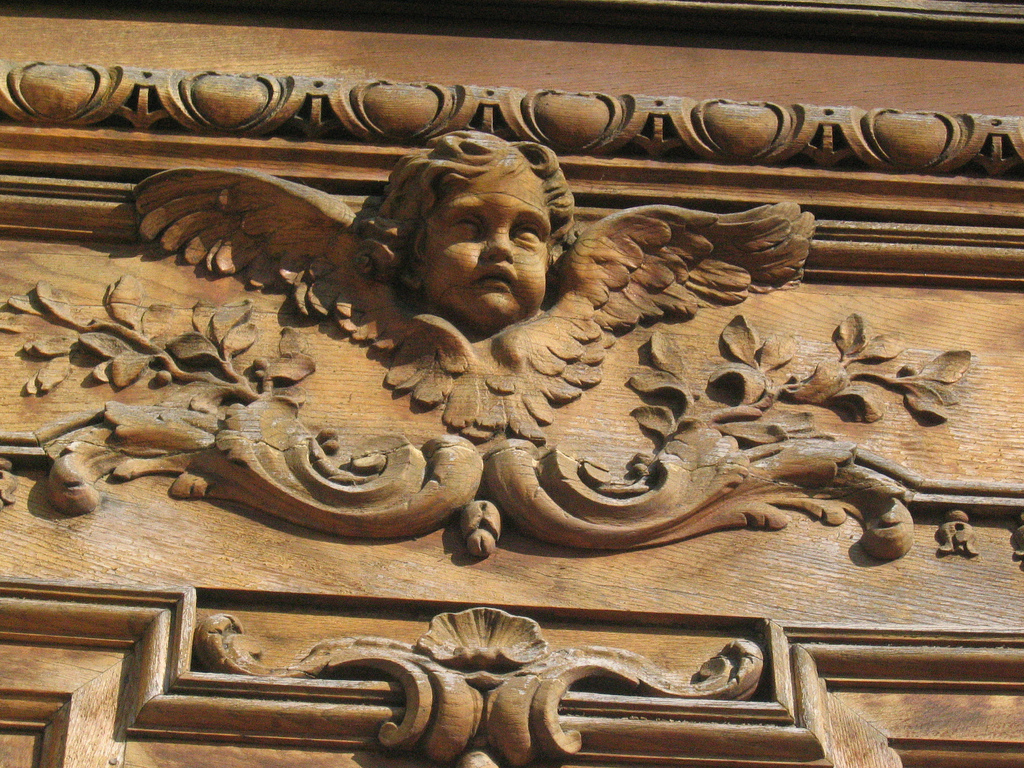
Détail de la porte monumentale en façade.
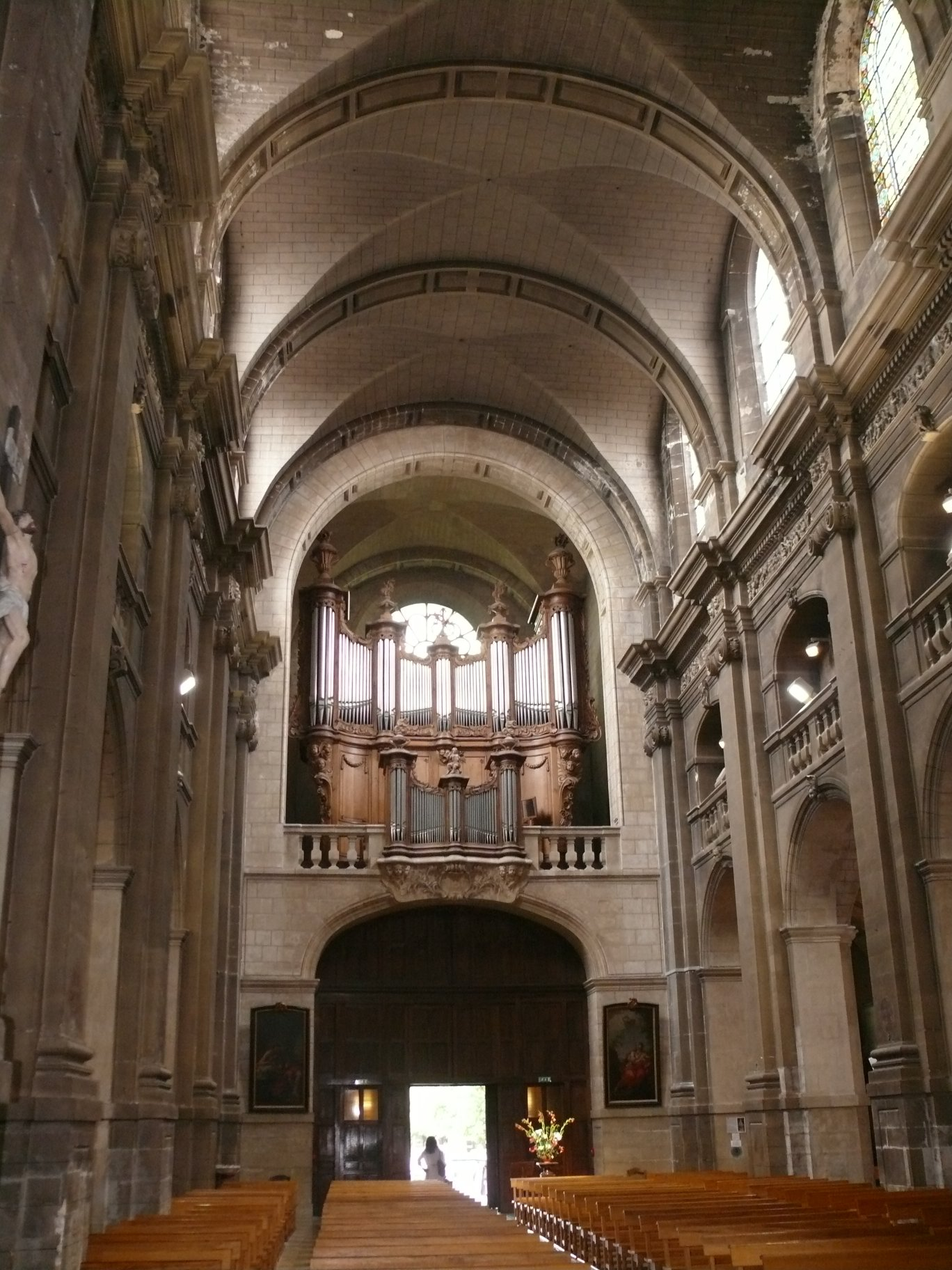
L'intérieur vers l'orgue et le narthex.
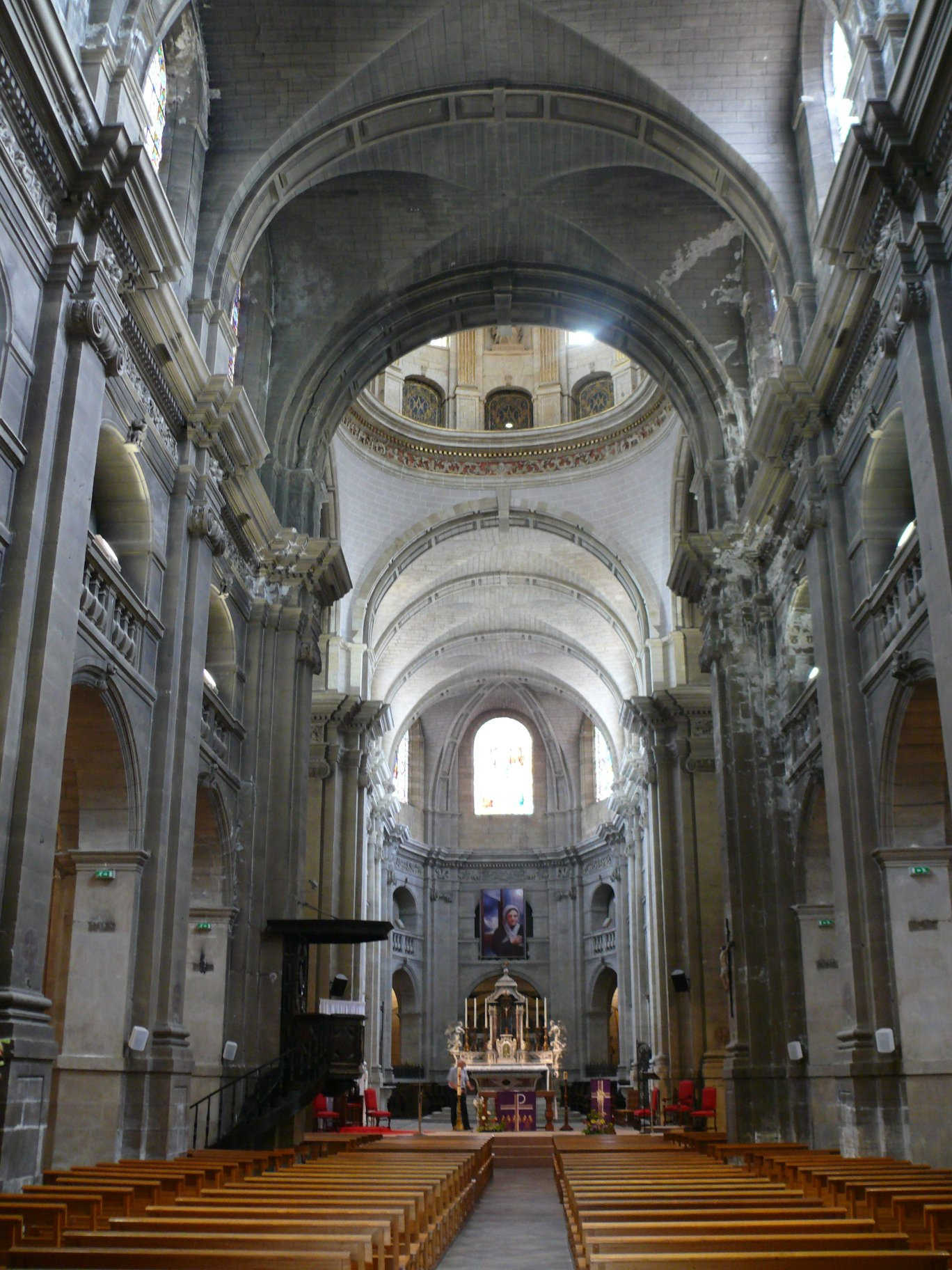
L'intérieur de la cathédrale avec le chœur.
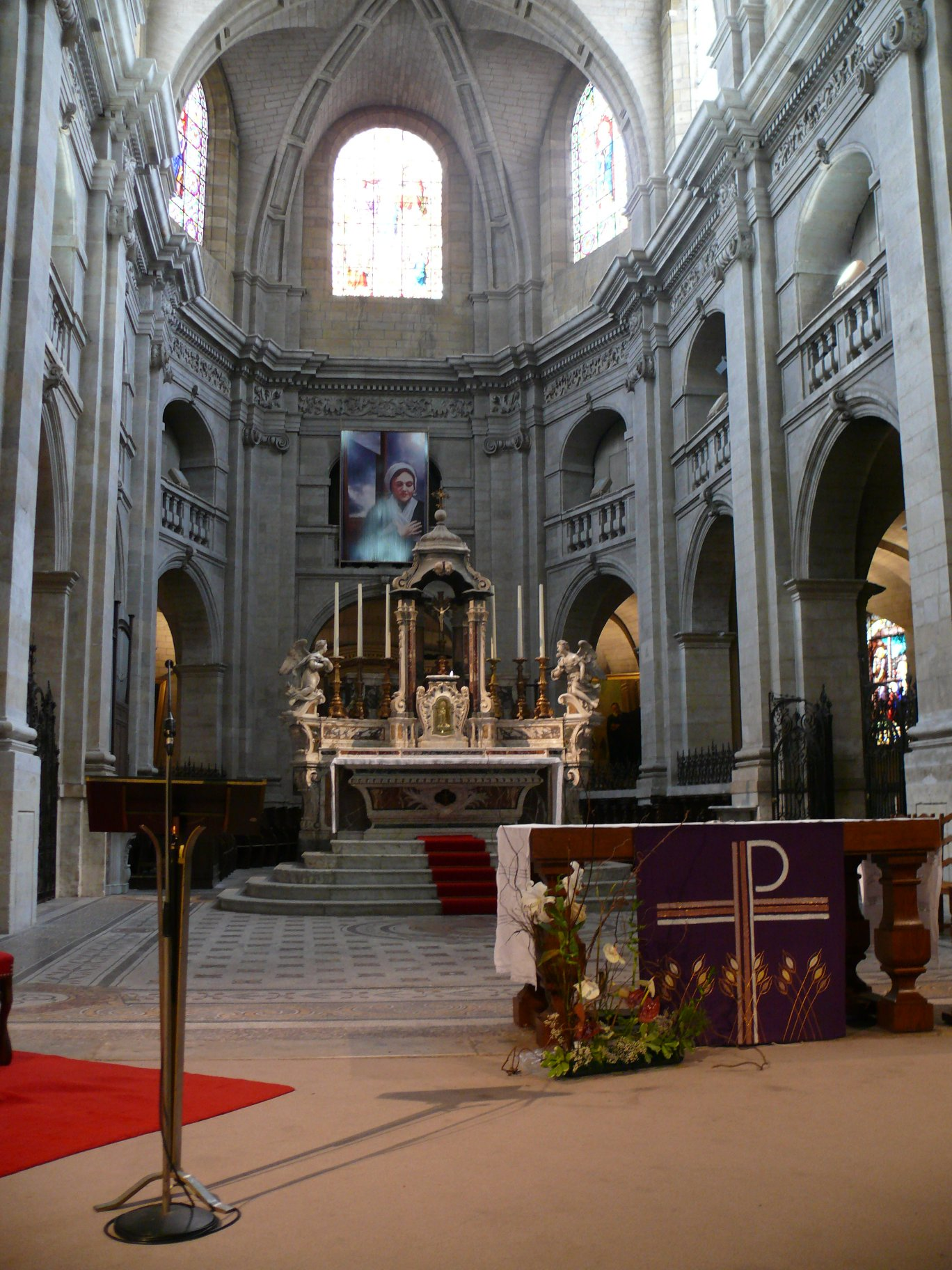
L'autel et l'abside.
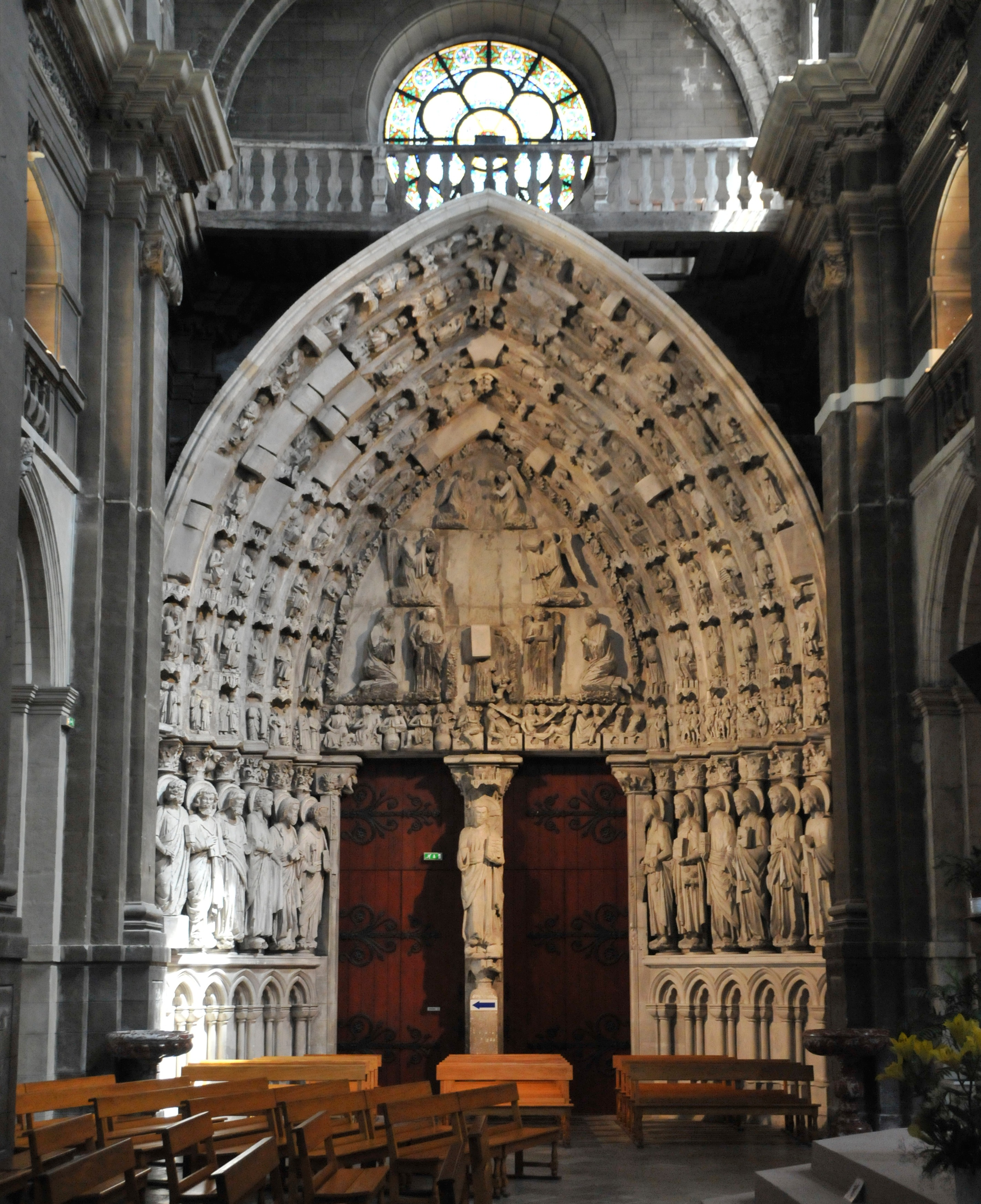
Le portail des Apôtres.
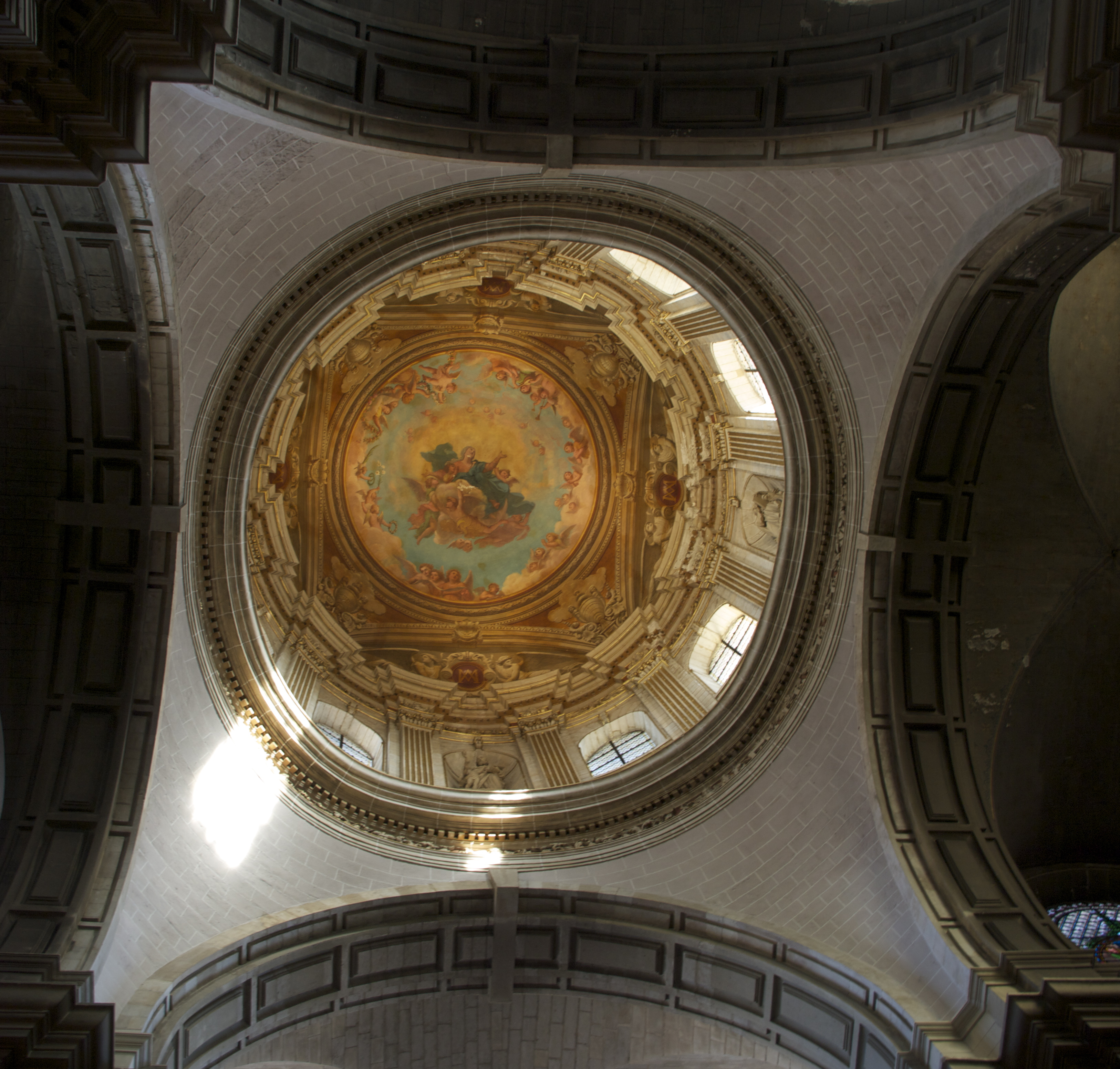
La coupole.
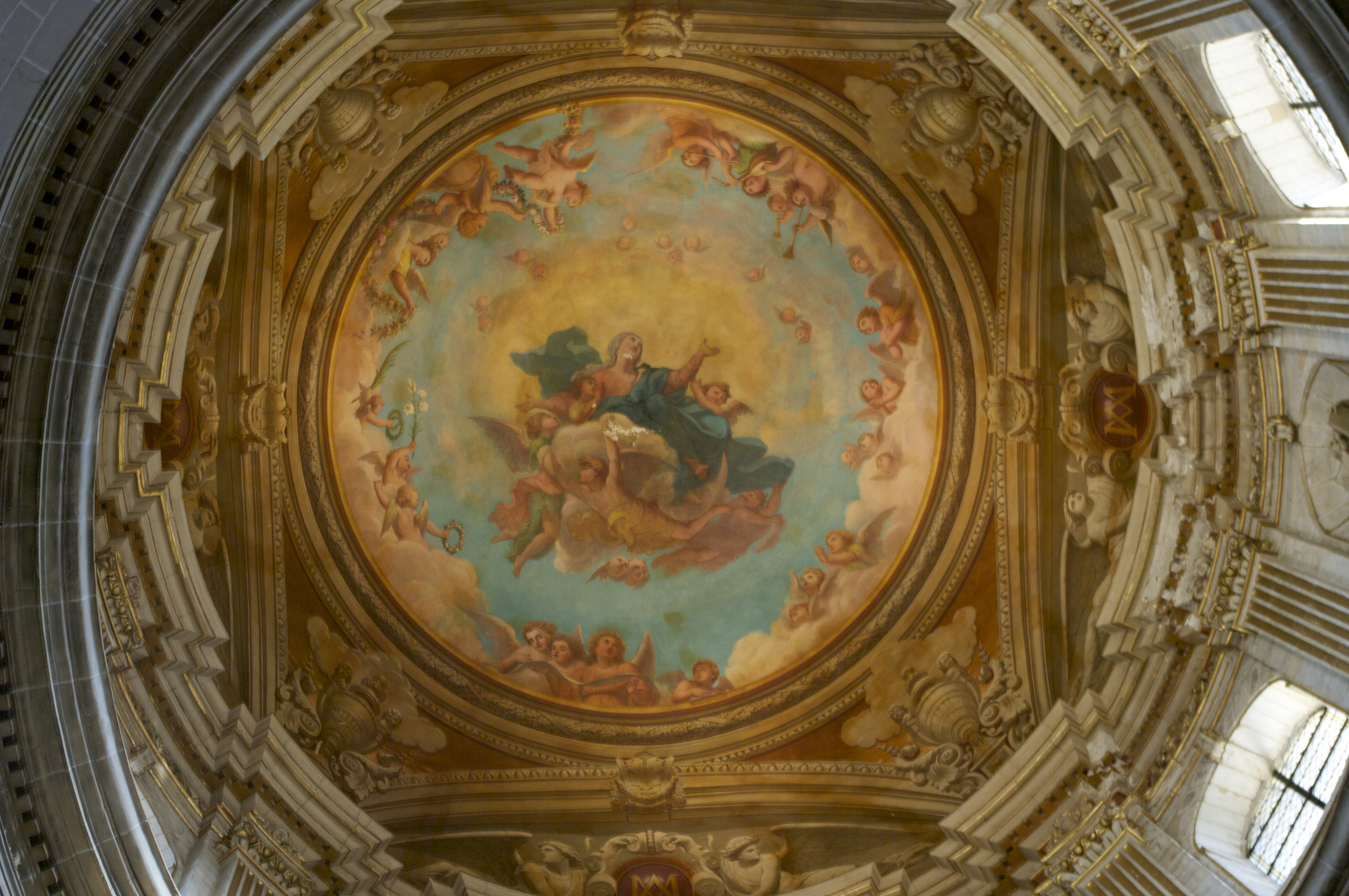
Peinture de la coupole, l'Assomption de la Vierge.
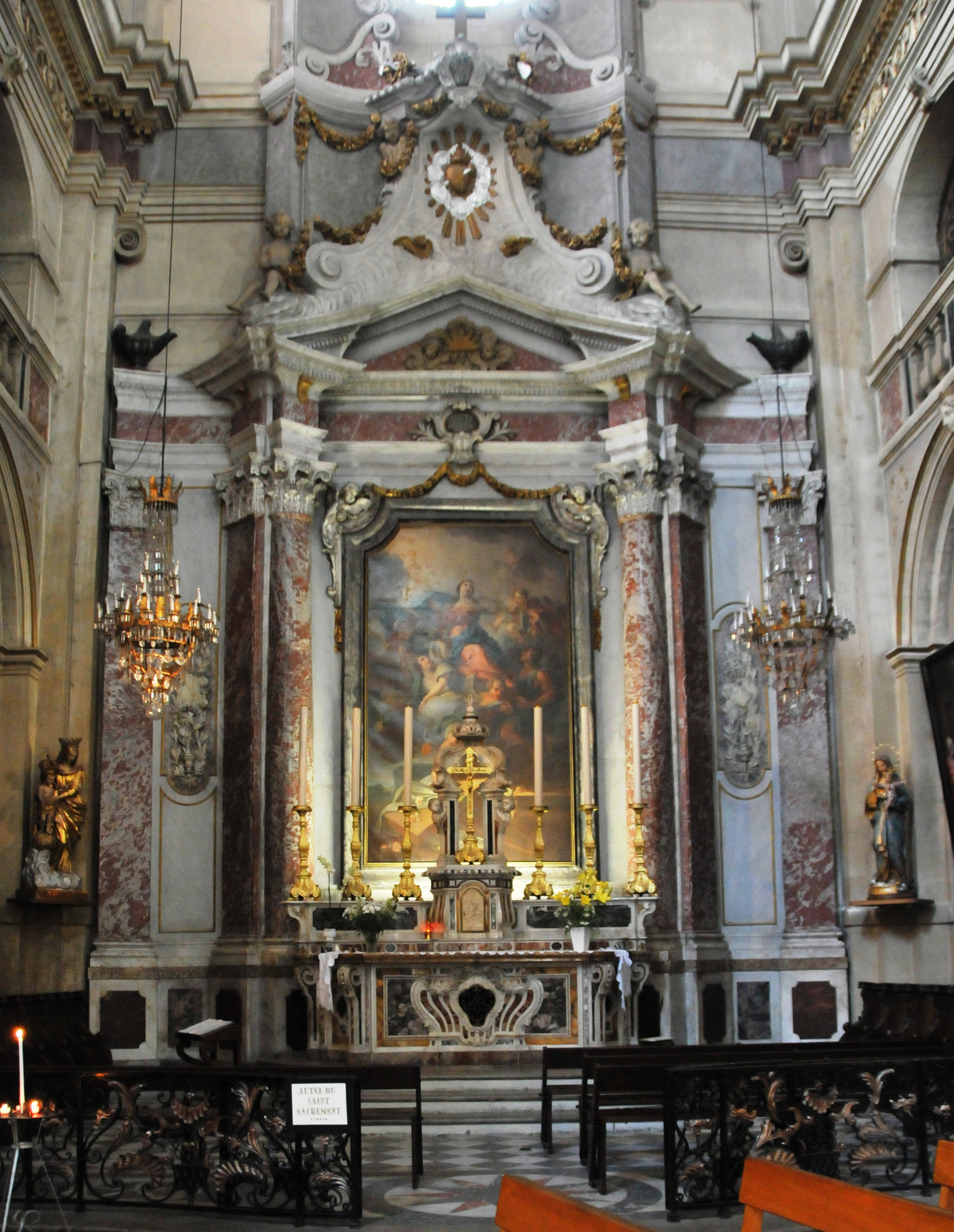
La chapelle Notre-Dame.

### Sources et bibliographie
- Jean-Félix Pédegert, Notice historique et archéologique sur Notre-Dame de Dax, Dax, Bonnebaigt, 1889, 112 p. (présentation en ligne)
- Jacques Gardelles, Aquitaine gothique, Picard, Paris, 1992,  (ISBN 2-7084-0421-0), p. 92-95
- Agnès Chauvin, La cathédrale de Dax, travail d'étude et de recherche sous la direction de M. le Professeur Daniel Rabreau, Université de Bordeaux III - Michel Montaigne, octobre 1988